# Enicospilus vestigator
Enicospilus vestigator is een vliesvleugelig insect uit de familie van de gewone sluipwespen (Ichneumonidae). De wetenschappelijke naam van de soort werd voor het eerst geldig gepubliceerd in 1858 door Smith als Ophion vestigator.